# Ahmes (escriba)

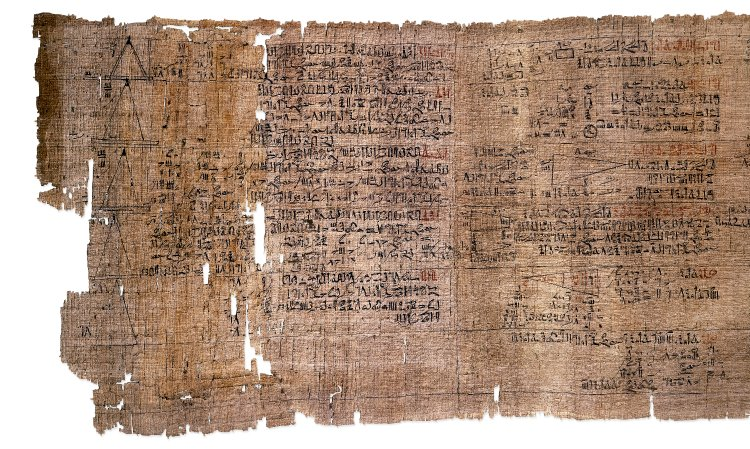
Un fragmento del papiro matemático de Ahmes o papiro Rhind (Museo Británico)

Ahmes (o, más exactamente, Ahmose) fue un antiguo escriba y matemático egipcio. Nacido aproximadamente en el año 1660 a. C., en Egipto; y fallecido alrededor del año 1620 a. C. (40 años), en Egipto, vivió durante el Segundo Periodo Intermedio y el comienzo de la dinastía XVIII (la primera dinastía del Imperio nuevo).
Ahmose fue el primer matemático cuyo nombre se conoce.
Fue el copista del Papiro Rhind, así llamado por el egiptólogo escocés Alexander Henry Rhind, quien fue a Tebas por razones de salud, convirtiéndose más tarde en un aficionado a la excavación, y que compró el papiro en Egipto en 1858. Dicho papiro es un trabajo de matemáticas del antiguo Egipto que data de aproximadamente del 1650 a. C., cuyos autores originales son aún desconocidos.
Ahmes no reclamó la autoría del papiro, solamente solicitó una copia. El material original procedía de un antiguo trabajo que databa del año 2000 a. C.
El papiro es nuestra primera fuente de información de la matemática egipcia. El anverso del mismo, contiene una tabla de representaciones de la división de dos por los números impares desde el tres hasta el ciento uno, en forma de suma de fracciones egipcias. A dichas fracciones se las conoce también como fracciones unidad, y consisten en quebrados cuyo numerador es la unidad. El reverso del papiro posee 87 problemas sobre las cuatro operaciones básicas, soluciones de ecuaciones, progresiones, volúmenes) de graneros, la regla de los dos tercios, etc.

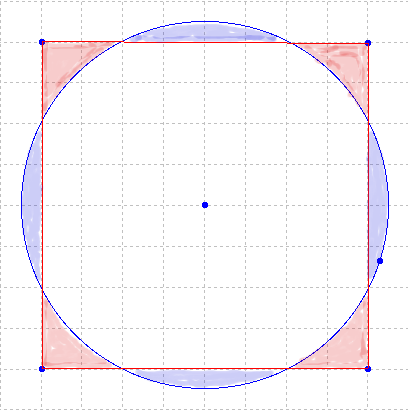
El área de un cuadrado de lado 8 unidades es aproximadamente el área de un círculo de diámetro 9 unidades.

El Papiro Rhind, el cual fue heredado por el Museo Británico en 1863, es denominado a veces ‘Papiro de Ahmes’ en honor a este mismo. Toda la información que poseemos de Ahmés es a través de los comentarios que realizó en el papiro.
Entre otras cuestiones, y en una época en que se desconocía la existencia de {\displaystyle \pi }, Ahmés refiere en su escrito cómo conocer el área de un círculo de diámetro 9, mediante su equivalencia con el área de un cuadrado de lado 8. En lenguaje actual:
{\displaystyle \pi \left({\frac {9}{2}}\right)^{2}\approx 8^{2}}
Ese método provee un valor de pi aproximadamente igual a 3,16049, que se halla dentro del 0,6 % del valor real de pi. Esa aproximación de «pi» como un número irracional llegaba mucho más allá del dominio de los números racionales de la matemática egipcia.